# Kærlighedens Veje
Kærlighedens Veje er en amerikansk stumfilm fra 1917 af Cecil B. DeMille.

## Medvirkende
- Mary Pickford som Jenny Lawrence
- Elliott Dexter som Black Brown
- Tully Marshall som Sam Sparks
- Raymond Hatton som Dick Roland
- Charles Ogle som Jim Lyn